# Данчакова, Вера Михайловна
Вера Михайловна Данчакова (в девичестве Григоревская; 21 марта 1879 — 22 сентября 1950) — российский и американский анатом, клеточный биолог, эмбриолог. Первая женщина-профессор в России, первая исследовательница стволовых клеток. Эмигрировала в США в 1915 году и получила там прозвище «мать стволовых клеток» за свои разработки в этой области.
Также первая среди женщин России ставшая доктором медицины.

## Биография
Вера Григоревская родилась в Санкт-Петербурге. Вопреки воле родителей, она выбрала естественные науки и в 1906 году получила медицинскую степень в Лозаннском университете, затем подтвердила её и защитила диссертацию «К вопросу о нейрофибриллярном аппарате нервных клеток и его изменениях при бешенстве» в Харьковском университете и Санкт-Петербургском медицинском университете. Таким образом, она стала первой женщиной в России, получившей степень доктора медицинских наук.
Григоревская выходит замуж за Евгения Данчакова и уезжает в Европу, где в 1902 году у них рождается дочь, Вера Евгеньевна Данчакова. Данчакова-дочь закончила Колумбийский университет и вышла замуж в 1928 году за известного советского математика и механика Михаила Лаврентьева. Их сын — российский математик, М.М. Лаврентьев, внук В.М. Данчаковой.
Эмигрирует в 1915 году в США, становится нью-йоркским корреспондентом московской газеты «Утро России», помогает Американской администрации помощи, публикует статьи о трудностях в работе российских учёных в годы Первой Мировой войны и революции. Во время голода в Поволжье призывала отправлять посылки с едой в Россию. В это время в Нью-Йорке было основано русское эмигрантское общество и Данчакова с супругом устраивали вечера. Вера Михайловна играла на пианино на музыкальных вечерах Хуана и Ольги Кодина, а также ухаживала за их дочерью, Каролиной Кодина, впоследствии Линой Прокофьевой, супругой Сергея Прокофьева.

## Научная карьера

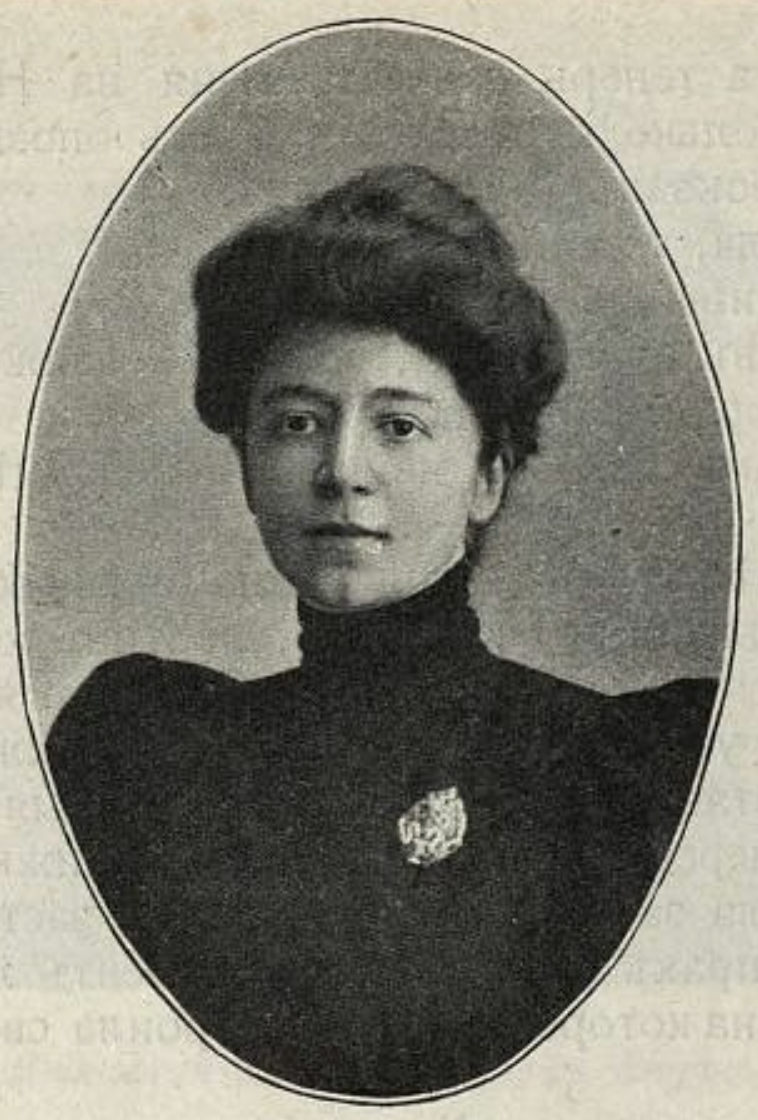
В. М. Данчакова, ок. 1910 г.

В 1908 году Данчакова становится доцентом кафедры гистологии и эмбриологии в Императорском Московском Университете — первой женщиной-профессором в России. Однако ей не разрешили стать приват-доцентом из-за пола. После эмиграции в США работает в Рокфеллеровском Университете в Нью-Йорке. Затем преподаёт в Колумбийском Колледже врачей и хирургов. На кафедре Томаса Моргана занималась исследованием механизмов восстановления клеток крови.
По мнению М. Лихтмана, Данчакова впервые использовала в своей опубликованной статье под названием «Происхождение клеток крови. Развитие кроветворных органов и регенерация клеток крови с позиций монофилетической школы» в 1916 г. термин «стволовая клетка». Но скорее можно сказать, что она популяризовала термин — впервые он появился в 1909 году в работе «Лимфоцит как общая стволовая клетка различных элементов крови в эмбриональном развитии и постфетальной жизни млекопитающих» гистолога Александра Максимова.
В 1926 году Данчакову пригласили вернуться в Советский Союз, чтобы организовать биологический институт, в Останкино, на окраине Москвы. Вера Михайловна вызвала из Америки в Москву свою дочь, Веру Евгеньевну. В Москве Вера младшая познакомилась с Михаилом Алексеевичем Лаврентьевым и стала его женой.
В 1934 году Данчакова оставила Колумбийский Колледж и до 1937 г. работала на кафедре гистологии и эмбриологии Литовского университета медицинских наук. В 1938 году она провела важные эксперименты, в которых исследовалось воздействие тестостерона на эмбрионы морских свинок. Она впервые показала, что это может привести к росту мужского сексуального поведения в зрелом возрасте.
Данчакова опубликовала много книг и научных работ, по-видимому, её последние публикации были "Le sexe; rôle de l'hérédité et des hormones dans sa réalisation" (Пол; Роль наследственности и гормонов в его реализации) 1949 года и "Effects of cancer provoking chemical substances on gravid guinea pigs and their fruits" (Влияние химических веществ, провоцирующих рак у морских свинок и их плодов), 1950 года.

## Рекомендуемые источники
- Владимир Костицын «Мое утраченное счастье...»: Воспоминания, дневники [Запись 7 июня 1950]